# Балабушка, Михаил Георгиевич
Михаи́л Гео́ргиевич Бала́бушка (24 августа [5 сентября] 1888, Измаил, Бессарабская губерния, Российская империя — 18 [31] мая 1913, Петергоф, Санкт-Петербургская губерния, Российская империя) — русский военный лётчик, поручик; погиб при испытательном полёте на аэроплане «Ньюпор».

## Биография
Родился 24 августа (5 сентября) 1888 года в Измаиле, в семье Георгия Яковлевича Балабушки (1843—1913), — офицера-пограничника, полковника (1891), уволенного в 1898 году в отставку с производством в генерал-майоры. Имел трёх сестёр и брата.
Окончил Одесский кадетский корпус (первый выпуск: вступительные экзамены прошли 26 августа 1899 года, выпуск состоялся 30 мая 1906 года).

### Служба в Русской императорской армии
По окончании учёбы в кадетском корпусе вступил в военную службу, — был зачислен юнкером в Николаевское инженерное училище (Санкт-Петербург). Курс наук в училище окончил по 1-му разряду и 6 августа 1909 года был произведён, по экзамену, из портупей-юнкеров в подпоручики (со старшинством в чине с 28.04.1907), с назначением на службу во 2-й сапёрный батальон (г. Вильно). Вскоре, в сентябре 1909 года, был переведён в 11-й сапёрный батальон (г. Одесса).
В ноябре 1910 года командирован на учёбу в Санкт-Петербург, в офицерский класс Учебного воздухоплавательного парка, переформированного вскоре в Офицерскую воздухоплавательную школу с воздухоплавательным и авиационным отделами. По окончании в 1911 году курса офицерского класса воздухоплавательной школы, 1 октября 1911 года, за выслугу лет, был произведён в поручики (старшинство с 28.04.1911) и 10 октября того же года переведён в 11-ю воздухоплавательную роту (Новогеоргиевская крепость). 13 октября 1911 года ему был пожалован орден Святого Станислава 3-й степени.
В 1912 году продолжал учёбу в Гатчине, в авиационном отделе той же Офицерской воздухоплавательной школы. После успешной сдачи экзаменов удостоен звания «военный лётчик». Летал на «Фармане» и «Ньюпоре». Был зачислен военным лётчиком в формируемый 18-й корпусной авиационный отряд (оставаясь в списках 11-й воздухоплавательной роты и в прикомандировании к 1-й авиационной роте).
27 марта 1913 года военным лётчикам, 21 офицеру, «…за окончание в 1912 году курса авиационного отдела Офицерской воздухоплавательной школы», были пожалованы, с 7 марта 1913 года, ордена, в том числе Петру Нестерову, Алексею Малышеву, Вячеславу Баранову, Михаилу Балабушке и пяти другим — ордена Святой Анны 3-й степени. Также поручик Балабушка имел право на ношение учреждённой 21 февраля 1913 года нагрудной светло-бронзовой медали «В память 300-летия царствования дома Романовых».
18 (31) мая 1913 года, в 05.00, совершая перелёт из Петербурга в Гатчину на аэроплане «Ньюпор», пролетая над Новым Петергофом, Балабушка упал и разбился на территории 148-го пехотного Каспийского полка, на плацу в районе казарм. Из некролога журнала «Огонёк»: 
…Он появился здесь над плацем 148-го пехотного Каспийского полка, описал круг, и, очевидно, заметив неисправность аппарата, выключил мотор и стал спускаться, планируя. На высоте 10–15 метров аппарат неожиданно перевернулся и выбросил лётчика и его механика на землю. За ними упал и аэроплан, разбившись в щепы и придавив Балабушку грудою обломков.

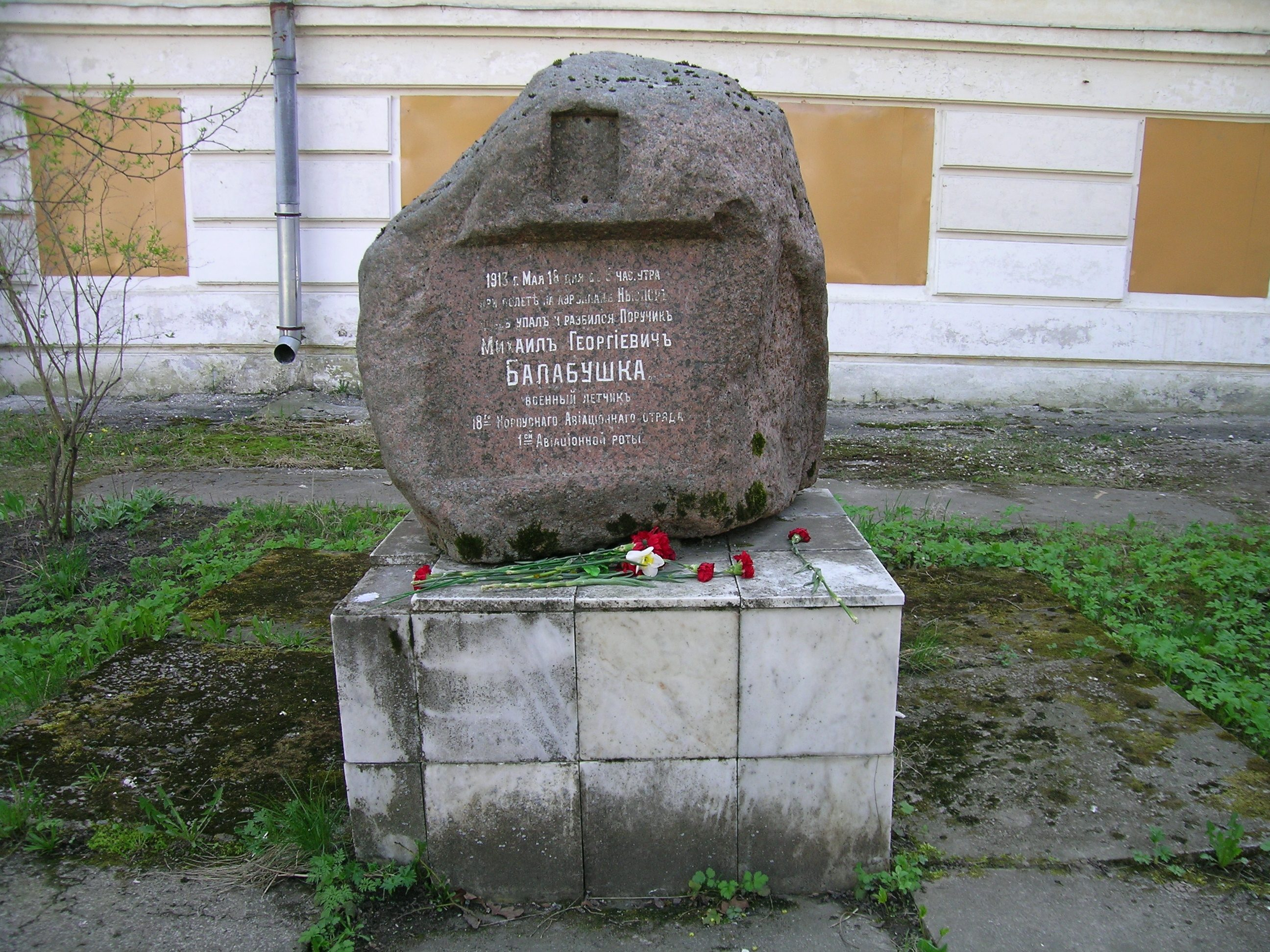
Памятник М. Г. Балабушке. Надпись гласит: «1913 г. Мая 18 дня въ 5 час. утра при полётѣ на аэроплане Ньюпоръ здесь упалъ и разбился Поручикъ Михаилъ Георгіевич Балабушка. военный лётчикъ 18го Корпуснаго Авіаціоннаго отряда 1ой Авіаціонной роты» (фото 2016 г.)

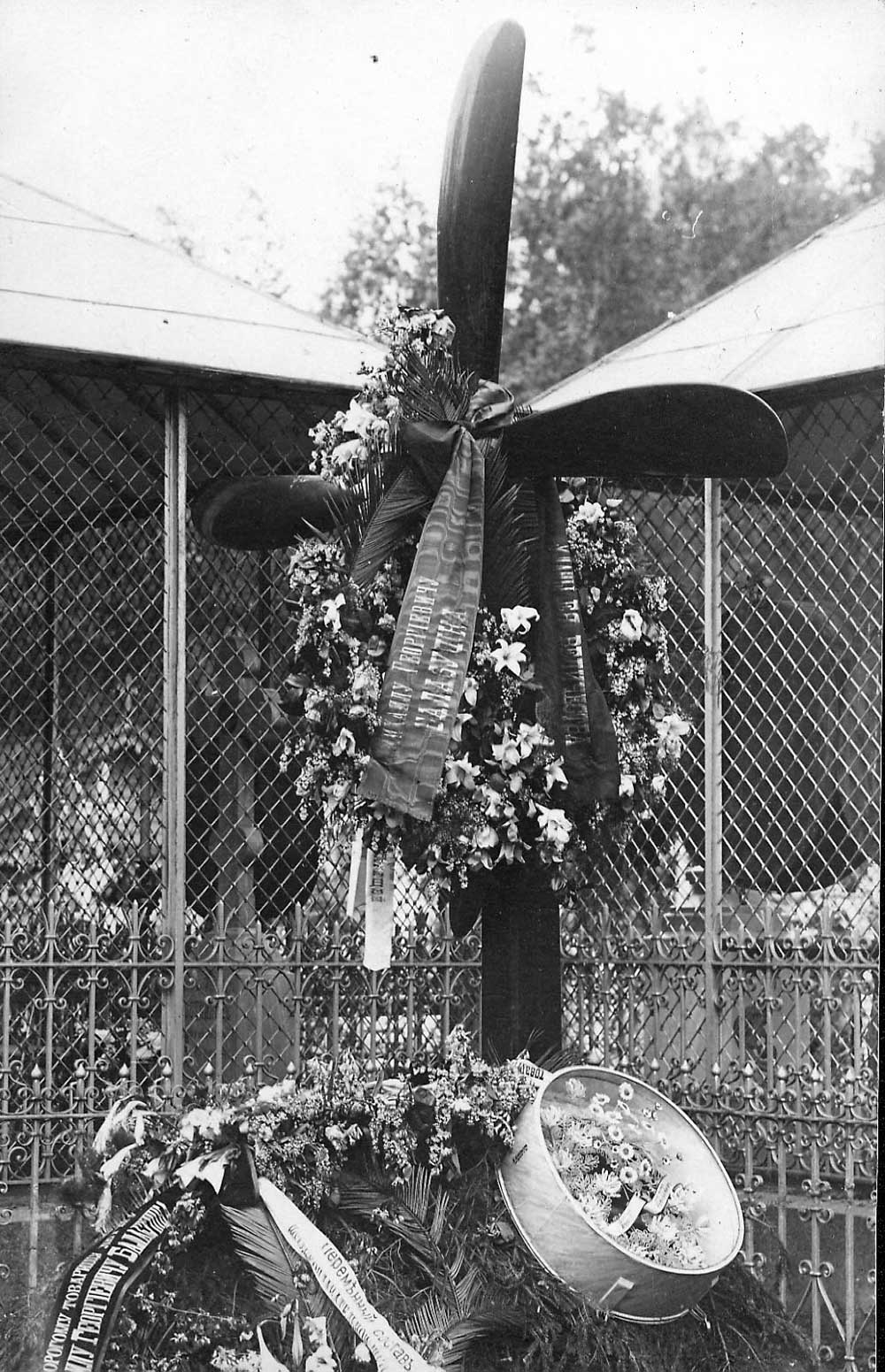
Могила М. Г. Балабушки (1913 г.), Волковское православное кладбище

От полученных травм Балабушка скончался в тот же день в Дворцовом госпитале, не приходя в сознание; механик Озолин остался жив, получив лишь перелом руки.
21 мая 1913 года на церемонии прощания с погибшим присутствовали все офицеры 1-й авиационной роты и почти все из 148-го Каспийского пехотного полка. В последний путь его провожали высшее командование Генерального штаба, Петербургского военного округа и авиационного отдела Офицерской воздухоплавательной школы; в воздухе над похоронной процессией пролетел «Ньюпор», пилотируемый поручиком Павленко. Место захоронения — Волково кладбище в Санкт-Петербурге.
С 10 июня 1913 года поручик 11-й воздухоплавательной роты Балабушка был исключён из списков офицеров инженерных войск умершим.

## Память
В Петергофе, на месте гибели поручика Балабушки (улица Юты Бондаровской в Суворовском городке), вскоре после его гибели, был установлен памятник. В 1930-х годах в зданиях бывшего 148-го Каспийского полка размещалось училище НКВД. Памятник Балабушке кинули в яму и засыпали землёй. В 1978 году памятник был обнаружен при рытье котлована под фундамент одного из корпусов общежития ПТУ № 81. В начале 1980-х годов памятник был восстановлен.